# شيريدان غيبني
شيريدان غيبني (بالإنجليزية: Sheridan Gibney)‏ هو كاتب سيناريو وكاتب مسرحي أمريكي، ولد في 11 يونيو 1903 في نيويورك في الولايات المتحدة، وتوفي في 12 أبريل 1987 في ميسولا في الولايات المتحدة.

## وصلات خارجية
- شيريدان غيبني على موقع IMDb (الإنجليزية)
- شيريدان غيبني على موقع قاعدة بيانات برودواي على الإنترنت (الإنجليزية)
- شيريدان غيبني على موقع قاعدة بيانات الفيلم (الإنجليزية)